# Granta Parey
Granta Parey – szczyt w Alpach Graickich, części Alp Zachodnich. Leży w północnych Włoszech w regionie Dolina Aosty. Należy do Grupy Grande Sassière i Rutor. Szczyt można zdobyć ze schroniska Rifugio Gian Federico Benevolo (2285 m).
Pierwszego wejścia dokonali Nichols Blanford, Rowsell, Favret i Jacob 22 sierpnia 1863 r.